# Tilapia bilineata
Tilapia bilineata är en fiskart som beskrevs av Pellegrin, 1900. Tilapia bilineata ingår i släktet Tilapia och familjen Cichlidae. IUCN kategoriserar arten globalt som livskraftig. Inga underarter finns listade i Catalogue of Life.